# Nederwaard Molen No.1
Nederwaard Molen No.1 – wiatrak w miejscowości Kinderdijk, w gminie Molenwaard, w Holandii Południowej. Młyn został wzniesiony w 1738 r. Obecnie wiatrak jest zamieszkany i nie jest udostępniony do zwiedzania.